# TK-13
TK-13 war ein strategisches Atom-U-Boot der sowjetischen Seekriegsflotte und das vierte von sechs Schiffen der Klasse 941 (NATO-Code: Typhoon).

## Bau
TK-13 wurde am 23. Februar 1980 in der Sewmasch-Werft in Sewerodwinsk auf Kiel gelegt und am 19. Januar 1983 in die Bestandsliste der Seekriegsflotte aufgenommen. Mit dem Herausrollen aus der Bauhalle in ein überdachtes Trockendock wurde am 30. April 1985 der Stapellauf vollzogen. Es folgten Standprüfungen im Trockendock sowie die Seeerprobung im Weißen Meer.

## Dienst in der Seekriegsflotte der Sowjetunion

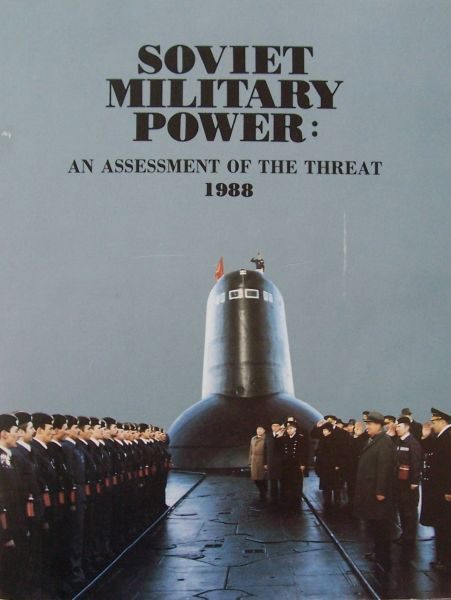
TK-13 auf dem Cover des DIA-Journals Soviet Military Power, 1988

Die Seekriegsflotte übernahm das neue Schiff am 26. Dezember 1985 und am 15. Februar 1986 wurde TK-13 in die neu aufgestellte 18. Division der 1. Flottille der Nordflotte in der Nerpitschja-Bucht bei Sapadnaja Liza eingegliedert. Es folgten Abschreckungspatrouillen in der Barentssee und im Nordmeer. Im September 1987 besuchte Michail Gorbatschow das U-Boot.
Den Zusammenbruch der UdSSR überstand TK-13 zunächst.

## Dienst in der Seekriegsflotte der Russischen Föderation
Nach dem Zerfall der Sowjetunion verbrachte TK-13 die meiste Dienstzeit an der Pier. Es folgten vereinzelte Übungs- und Ausbildungsfahrten. Aufgrund der Abrüstungsbestrebungen sowie raschen Finanzkürzungen wurde TK-13 1997 aus dem Kampfbestand der Seekriegsflotte ausgegliedert und stillgelegt. Das U-Boot wurde 2009 endgültig verschrottet.

## Technische Daten
- Länge: 170 m
- Breite: 23,3 Meter
- Tiefgang: 11,0 Meter
- Höhe (Kiel-Turmkante): ~28 Meter
- Wasserverdrängung: 23.200 Tonnen (aufgetaucht) / 48.000 Tonnen[1] (getaucht)
- Antrieb
  - 2 × OK-650B Druckwasserreaktor mit je 190 MW thermisch
  - 2 × Dampfturbine GT3A mit je 49.000 PS
  - 4 × 3200 kW E-Generator
  - 2 × Dieselgenerator DG-750
  - 2 × Antriebsdiesel mit je 260 PS für Schleichfahrt
  - Höchstgeschwindigkeit: 14 Knoten (aufgetaucht)/27 Knoten (getaucht)
- Bewaffnung 
  - 20  Interkontinentalraketen RSM-52 (NATO: SS-N-20) im Raketenkomplex D-19
  - 6 Torpedorohre Kaliber 533 mm (Typ 53-65K, SET-65, SAET-60M, UGST)
  - 8–10 Luftabwehrflugkörper (schultergestützt) Typ 9K38 Igla
- Flugkörper:
  - SS-N-15 (verschossen aus Torpedorohren Kaliber 533 mm)
- Schiffssysteme:
  - Sonar: Skat
  - Radar: Albatros
  - EloKa: Nakat-M
  - Funkanlage: Molnija
  - Satelliten-Navigationssystem: Simfonia
  - Satelliten-Navigationsanlage (Tobo Responder): Kremnij-2
  - Satelliten-Kommunikationsanlage: Tsunami
  - Tauchtiefe: ca. 450 m maximal
- Besatzung: 150–180 (davon 50 Offiziere und 80 Unteroffiziere)
- Seeausdauer
  - 120 Tage (Frieden)
  - 260 Tage (Verteidigungsfall)